# Рокишкіс (маєток)
Рокишкіс (лит. Rokiškio dvaras) або Палац в Ракішках (пол. Pałac w Rakiszkach) — колишній маєток Тізенгаузенів, розташований у місті Рокишкіс, Литва. Архітектурний комплекс, що включає в себе 16 архітектурних об'єктів (панський будинок, парк зі ставками й господарські будівлі), є одним із найвидатніших ансамблів класицизму та історизму в Литві. Включений до Реєстру культурних цінностей Литовської Республіки, охороняється державою (код 1010). З 1940 року (з перервами) в садибі розташовується Краєзнавчий музей Рокишкіса.

## Історія
Найперша згадка про садибу Рокишкіс в письмових джерелах відноситься до 1499 року і пов'язана з привілеєм великого князя Олександра Ягеллончика щодо вирубування лісу. У 1523 році будвля сталса власністю родини Крошинських. Починаючи з XVII століття, маєток здавався в оренду іншим поміщикам. У 1715 році власниками Рокишкіса стала литовська гілка роду Тізенгаузенів. Наприкінці XVIII століття маєток належав Ігнатію Тізенгаузену (1762—1843), командиру піхотної гвардії Великого князівства Литовського, який переніс сюди родовий маєток з Постави.

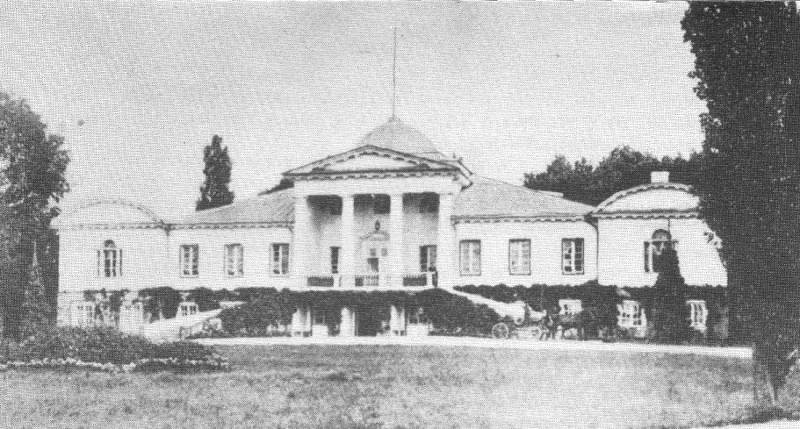
Зовнішній вигляд будинку до перебудови в 1905 році

Згідно з археологічними розкопками, старий дерев'яний палац розташовувався на південному березі ставка. У 1801 році було завершено будівництво нового садибного будинку в стилі класицизму. Це була одноповерхова кам'яна будівля з мезоніном. Головний фасад був прикрашений чотириколонним портиком, увінчаним трикутним фронтоном. Вважається, що автором проекту будівництва палацу був архітектор Вавжинець Ґуцевич, але доказів цього факту поки не знайдено.
У 1797 році навколо садиби почали створювати великий парк площею 16 га. Найбільшого розквіту він досяг в середині XIX століття, коли маєтком володів Костянтин Тізенгаузен. Був створений ботанічний сад, лабораторія досліджень природи і препарації опудал птахів, а також зоологічний сад.
У XIX столітті маєток Рокишкіс був одним із найбільших в Литві постачальників льоноволокна і конопляного насіння.
У 1880 році, після смерті графа Райнольд Тізенгаузена, маєток перейшов у власність до його сестри Марії Пшездецької-Тізенгаузен. У 1905 році Йонасом Пшездзецьким головний садибний будинок був перебудований (за проектом архітекторів К. Янковскіса (лит. Karolis Jankovskis і П. Ліпопаса (лит. Pranciškus Lilpopas)). Був надбудований другий поверх, виконане внутрішнє перепланування приміщень, змінений фасад. Палац набув рис необароко та неоготики, але цілісність ансамблю залишилася непорушеною.
У 1940 році, з приходом радянської влади, господарі маєтку виїхали з Литви, садиба була націоналізована, в головній будівлі відкрився краєзнавчий музей. У грудні 1940 року в даних приміщеннях розмістився полк Червоної армії. У 1941 році найцінніші роботи живопису і графіки були передані Каунаському музею культури (нині Національний художній музей імені Мікалоюса Константінаса Чюрльоніса). У 1942 році, на вимогу гітлерівців, музей був закритий, а експонати перенесені в підсобні приміщення. У 1948 році будівля була передана місцевому радгоспу, а музей перенесений до приміщення маленького дерев'яного костелу на вулиці Вітауто. У 1952 році у відреставрованій садибі знову був відкритий музей.
Реставраційні роботи в палаці проводилися в 1954 році (архітектор — Я. Вашкявічюс), 1974—1984 роках (група архітекторів під керівництвом Й. Зіболіса).

## Присадибний парк
Парк цікавий своєю плановою композицією, оскільки майже вся його територія розбита на ділянки геометричної форми. Ядром композиції є палац. Решта будівель розташовані симетрично щодо головної алеї. У західній частині садиби вісь головної алеї збігається з віссю вулиці Тізенгаузена (лит. Tyzenhauzų gatvė), в кінці якої розташована неоготична церква святого апостола Матвія. Східна частина парку складається з трьох радіальних алей, з'єднаних з напівкруглим квадратом перед східним фасадом палацу. У цій частині зберігся первісний характер структури радіального плану. Центральна радіальна алея збігається з головною віссю парку. У північно-західній частині парку знаходиться фруктовий сад.

## Галерея

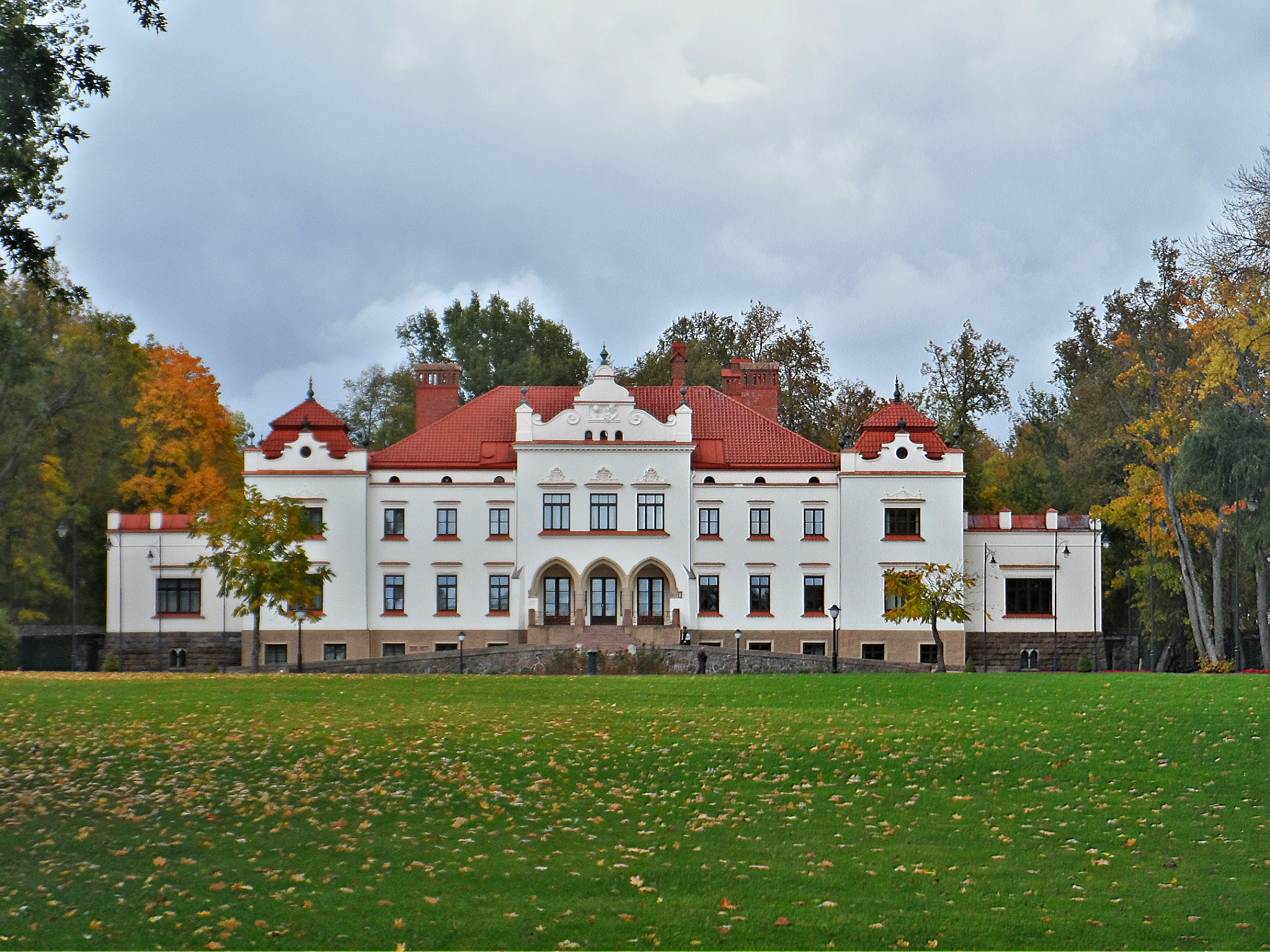
Зовнішній вигляд маєтку
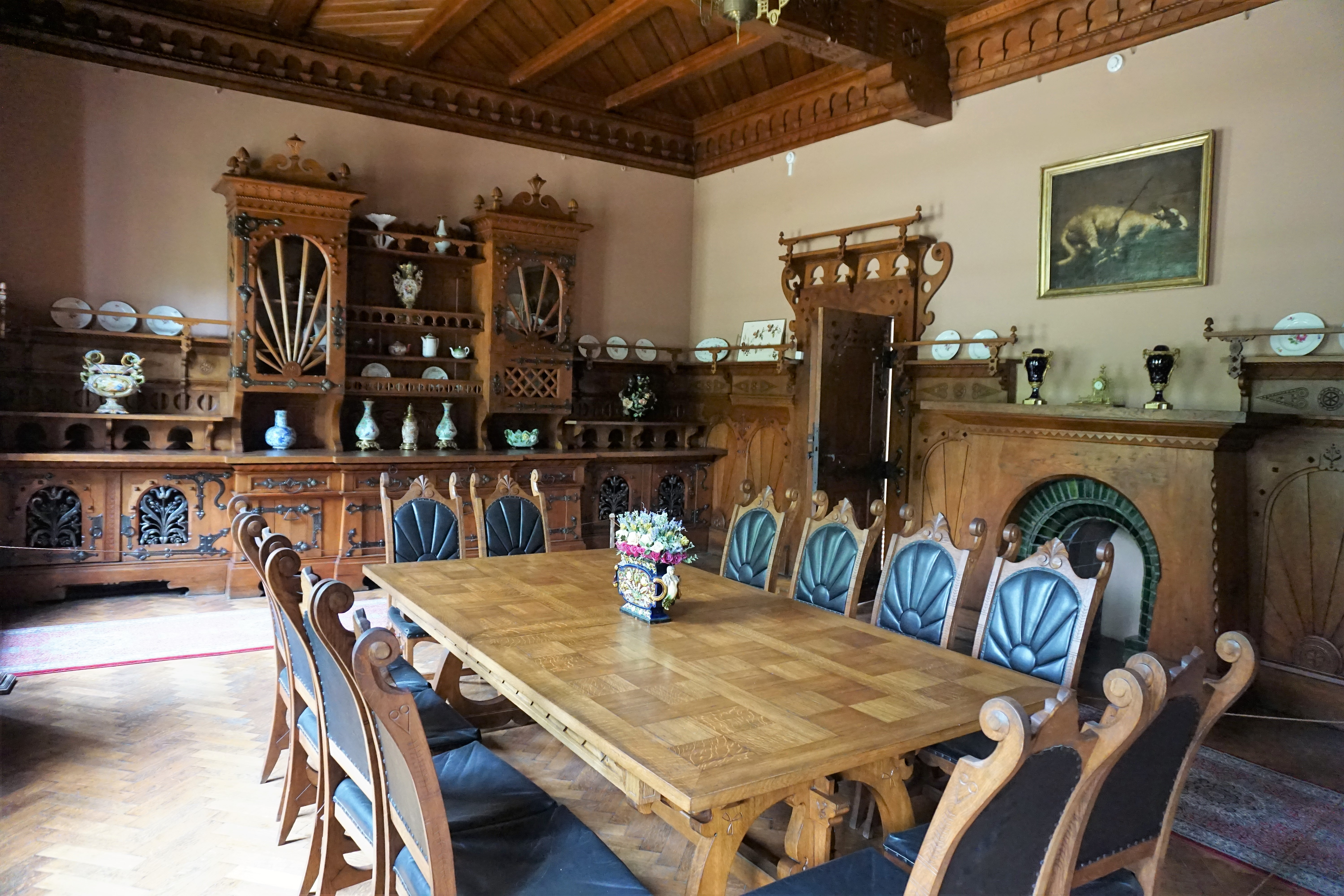
Їдальня
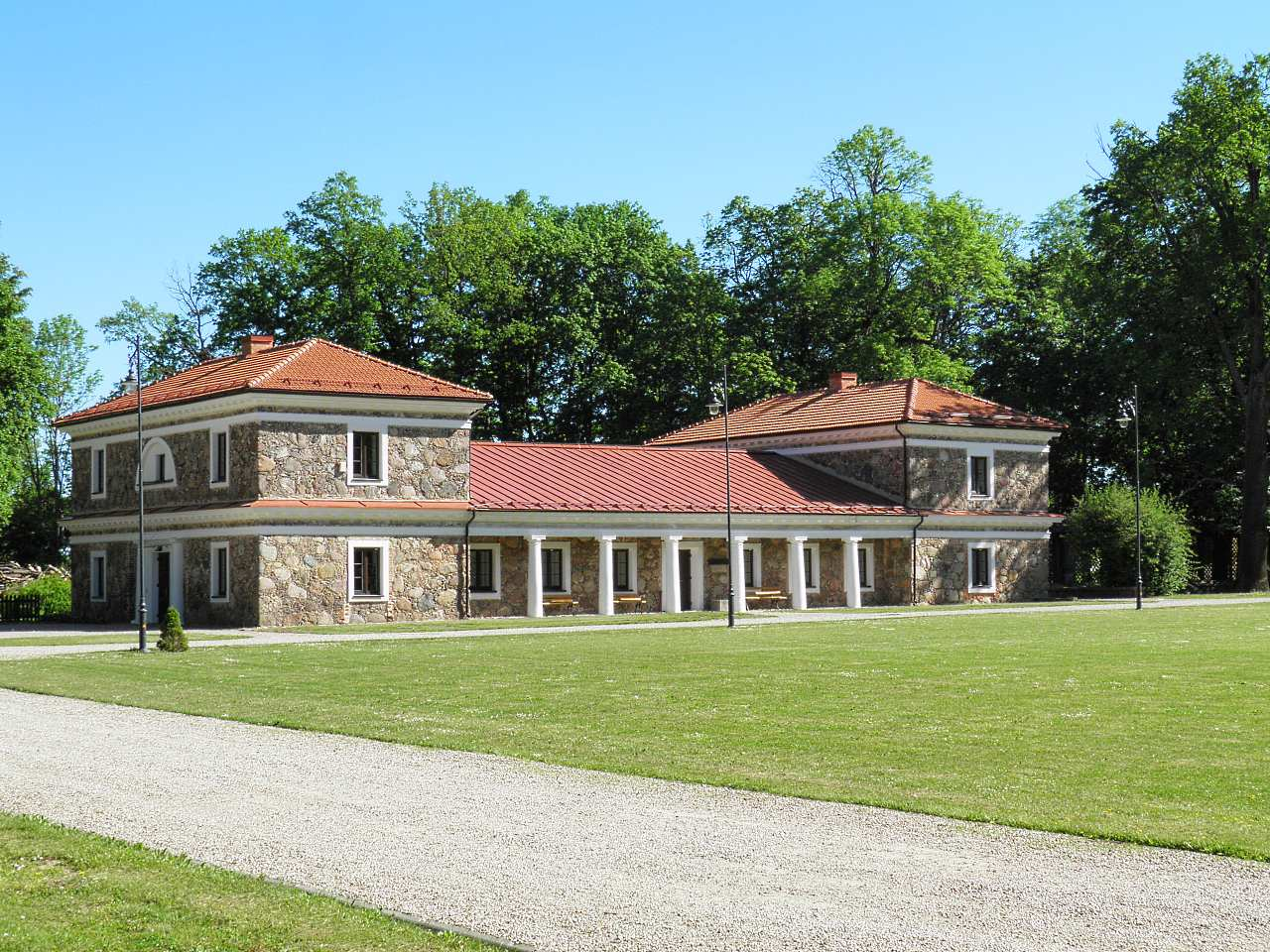
Північний флігель
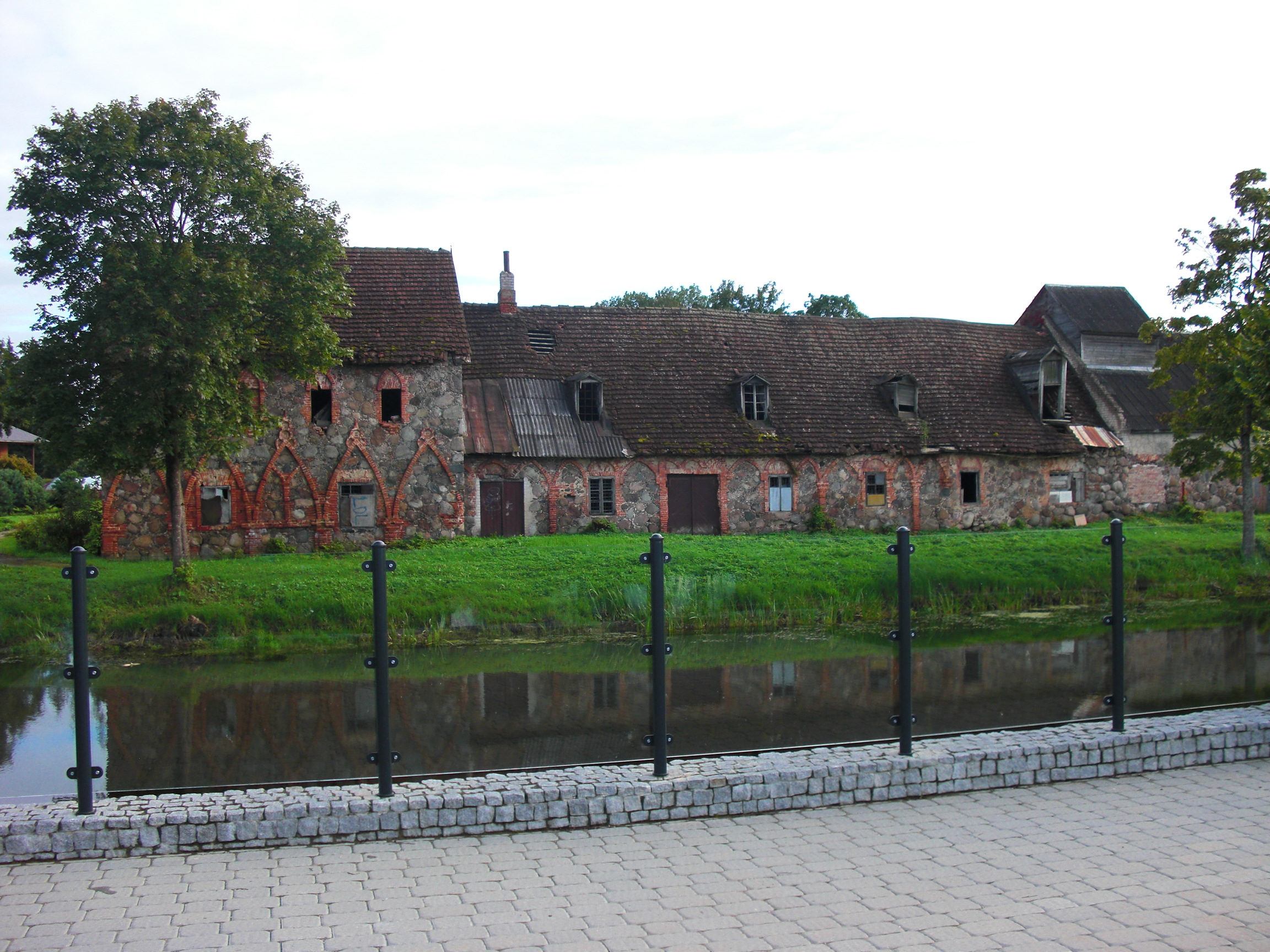
Пивоварня